# Coleophora charadriella
Coleophora charadriella é uma espécie de mariposa do gênero Coleophora pertencente à família Coleophoridae.